# Saint-Quirc
Saint-Quirc (okzitanisch Sent Quirc) ist eine Gemeinde in  Frankreich mit 369 Einwohnern (Stand 1. Januar 2022) im Département Ariège in der Region Okzitanien. Sie gehört zum Kanton Portes d’Ariège und zum Arrondissement Pamiers.

## Geographie
Der Hauptort liegt am Bach Palanquelle, der im Nordosten in die Jade mündet. An der westlichen Gemeindegrenze verläuft der Calers.
Sie grenzt im Norden an Cintegabelle, im Osten und Süden an Lissac und im Westen an Gaillac-Toulza.

## Bevölkerungsentwicklung
| Jahr                       | 1962 | 1968 | 1975 | 1982 | 1990 | 1999 | 2006 | 2016 | 2021 |
| -------------------------- | ---- | ---- | ---- | ---- | ---- | ---- | ---- | ---- | ---- |
| Einwohner                  | 239  | 253  | 250  | 237  | 221  | 267  | 334  | 375  | 370  |
| Quellen: Cassini und INSEE |      |      |      |      |      |      |      |      |      |